# Igreja de São Domingos de Rana
A  Igreja de São Domingos de Rana  ou  Igreja de São Domingos de Gusmão  (séc. XVI – XIX) é um templo católico localizado em S. Domingos de Rana, Conselho de Cascais, Distrito de Lisboa.

## Historial / Características
O templo original terá sido edificado no século XVI; embora a data exata seja desconhecida, existem provas documentais de que se encontrava em pleno funcionamento em 1589, presumindo-se que a construção tenha ocorrido muitos anos antes. Muito danificada pelo terramoto de 1755, a igreja seria reedificada no século XIX (segundo a data inscrita no relógio de sol da torre sineira as obras poderão ter ficado concluídas em 1838).
Na fachada, ladeada pelas duas torres sineiras, rasga-se a porta principal, emoldurada por ricos ornatos. Lá do alto pode avistar-se um extenso panorama, que abarca terra e mar a grande distância, justificando a hipótese de que a igreja tenha servido, no passado, como marco de referência para a navegação marítima.
Igreja de uma só nave, possui diversos altares erigidos a Nª Sra. das Almas, S. Sebastião, Nª Sra. do Monte Carmo, Santa Rita e Jesus Cristo, bem como o da sua capela-mor, que acolhe um retábulo neoclássico de onde se destaca, em posição central, a Ceia do Senhor, de Pedro Alexandrino. Nas obras efetuadas na igreja na década de 1960, o teto da nave ruiu, ficando assim destruída a pintura de Pedro Alexandrino figurando Nossa Senhora a entregar o rosário a S. Domingos (existe um estudo preparatório desta obra no MNAA, Lisboa). Da igreja primitiva restam a tábua da Anunciação (talvez do séc. XVI) e as tábuas da sacristia, como a Última Ceia (fins do séc. XVI); as telas Assunção da Virgem e Cristo com a Cruz às Costas completam o espólio artístico do templo.

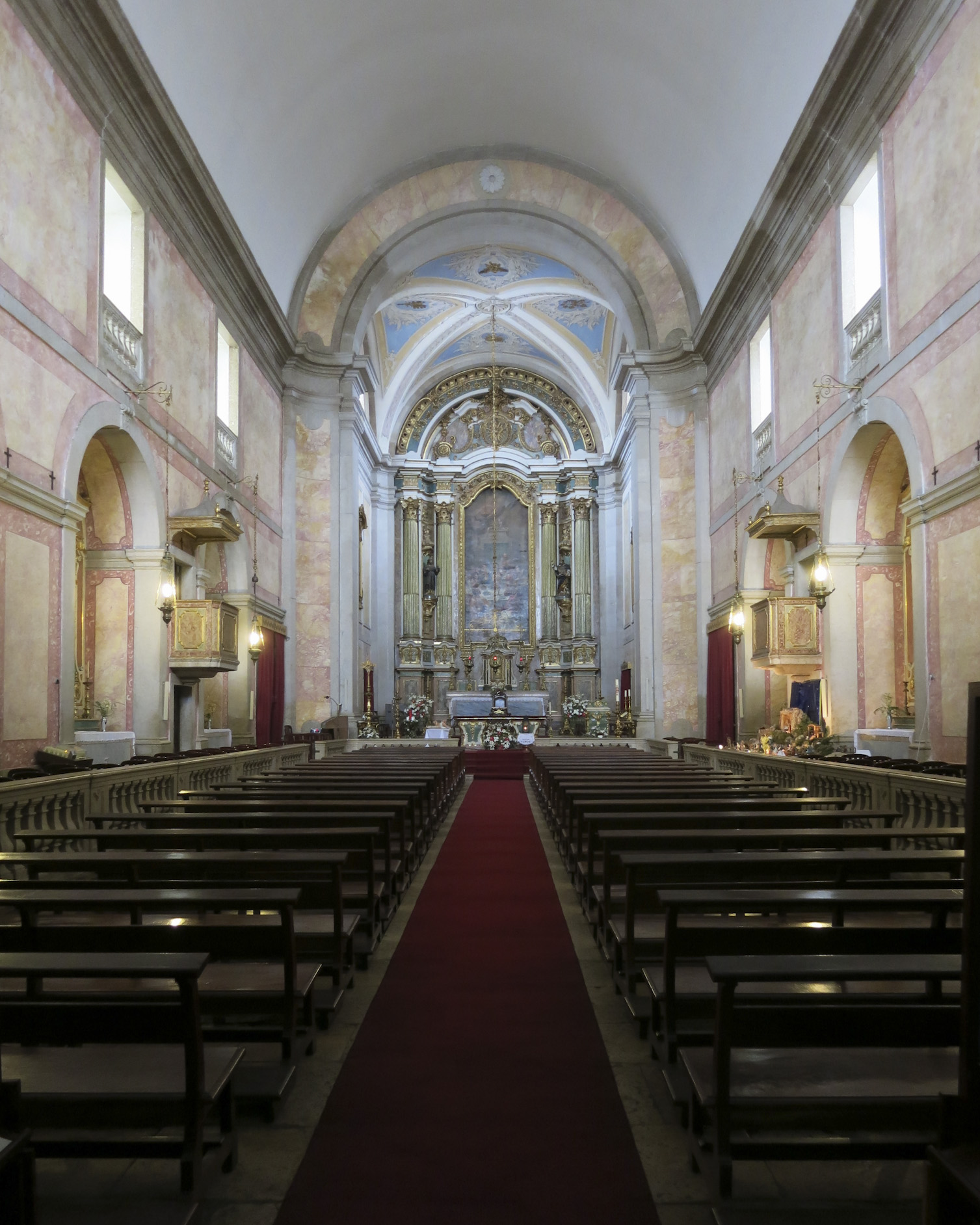
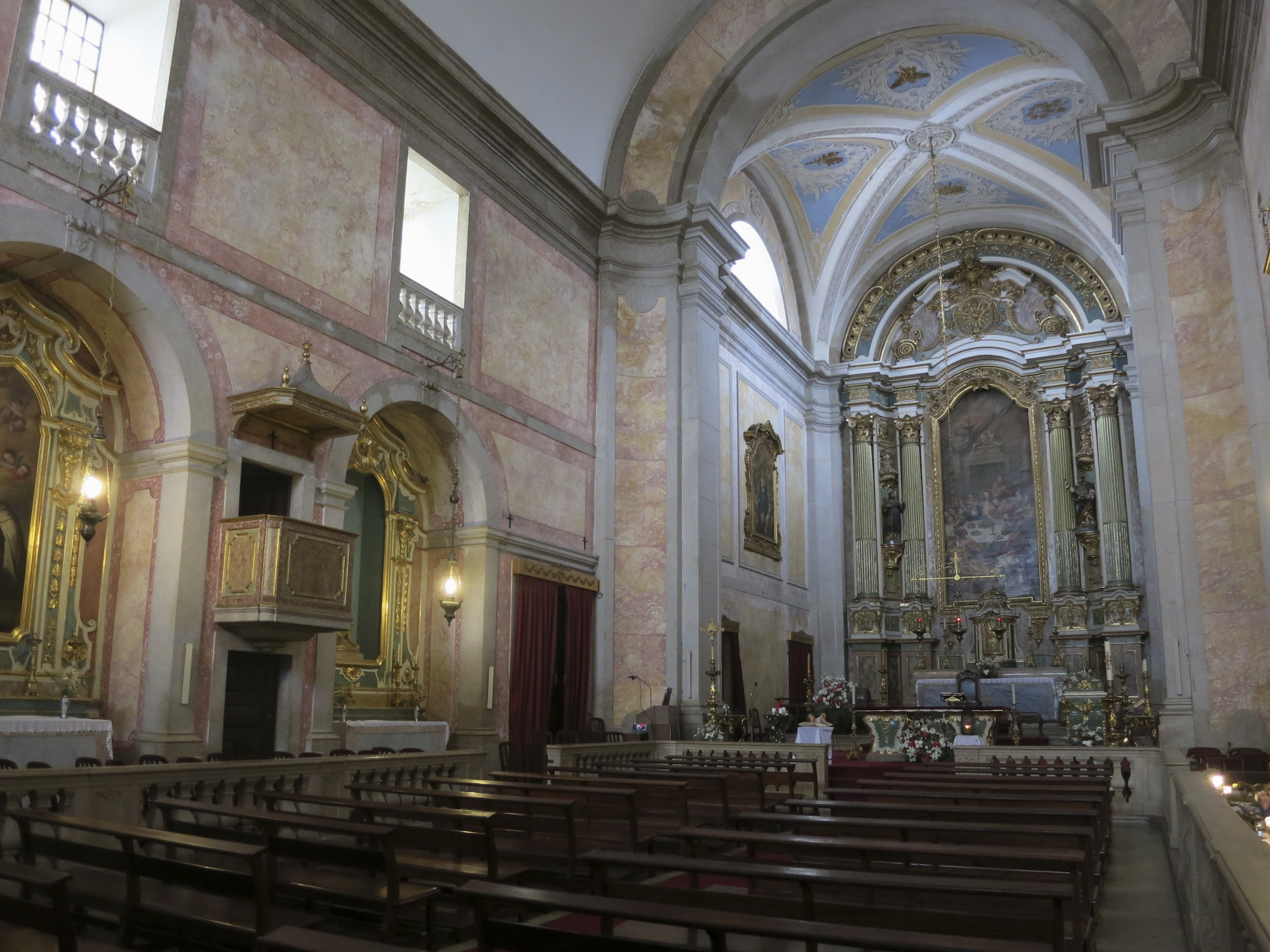
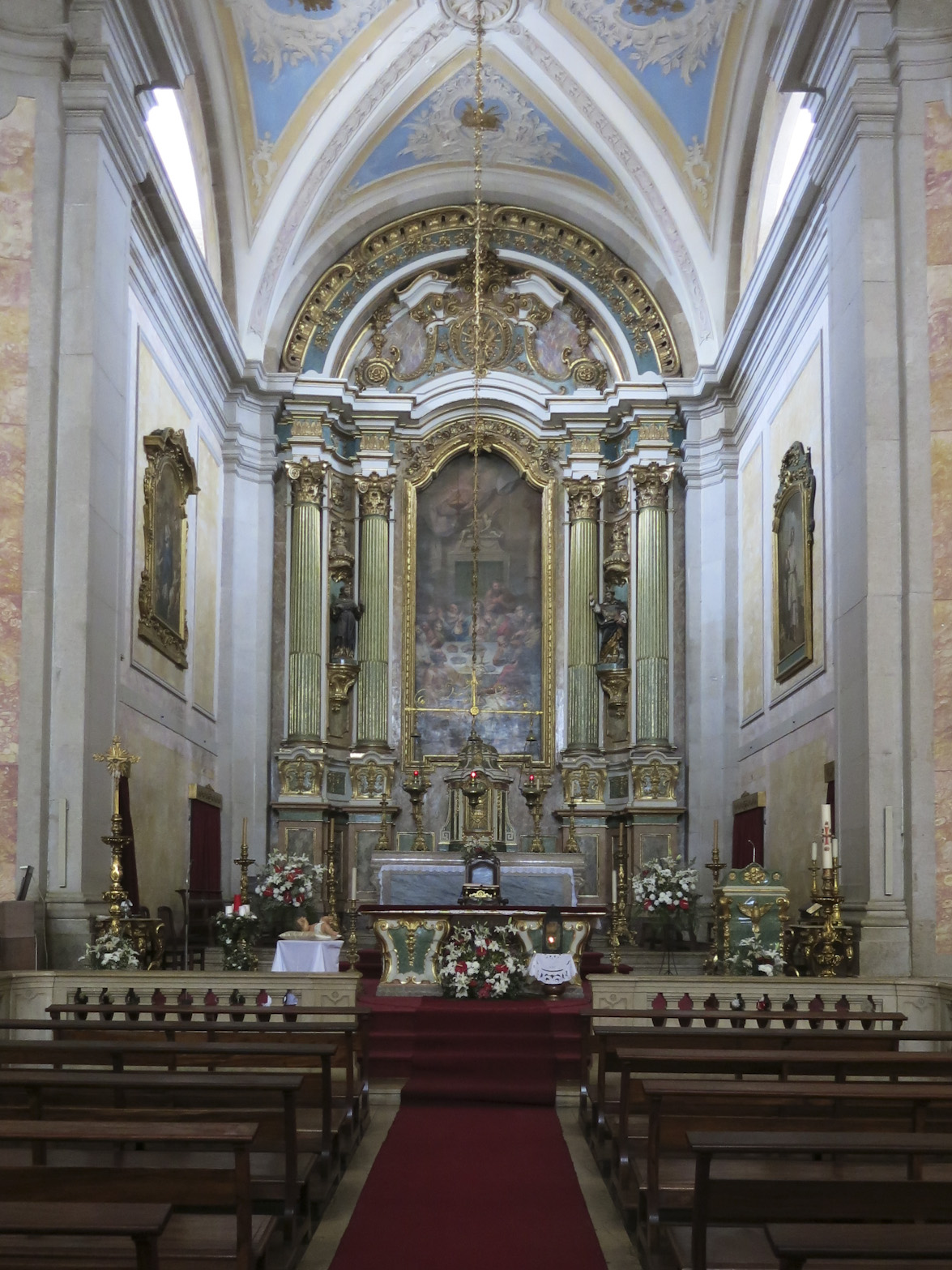